# Василије Анкирски (свештеномученик)
Василије је био презвитер анкирски. Под царем Констанцијем Хлором трпео је много од аријанаца. У то време прочуо се као велики ревнитељ православља у Анкири. А кад је потом ступио на престо Јулијан Одступник и отпочео гоњење хришћана, Василије га је јавно изобличавао и утврђивао своје људе у вери. Зато је бачен у тамницу. Па кад је цар Јулијан дошао у Анкиру, Василије је изведен пред цара, и цар га је почео наговарати да остави веру Христову обећавајући му почасти и богатство. Тада је Василије одговорио цару: "Ја верујем Христу моме, кога си се ти одрекао, и који је теби дао ово земно царство, али ће ти се оно скоро и узети. Зар тебе није стид олтара, под којим си се спасао од смрти као осмогодишњи дечак, кад су тражили да те убију?... Зато ће ти се ускоро одузети ово времено царство, и тело твоје неће бити погребено, када извргнеш душу у љутим мукама". - Разљутио се Јулијан и наредио да се Василију сваки дан дере седам каиша коже са тела. И тако су чинили мучитељи неколико дана. Када је Василије поново изашао пред цара, он је узео сам са себе један каиш своје сопствене коже и бацио Јулијану у лице викнувши му: "Узми, Јулијане, и једи, ако ти је такво јело слатко, а мени је Христос живот!" - Тај догађај разгласио се по вароши, и цар се од стида уклонио тајно из Анкире у Антиохију. Василија су продужили мучити усијаним гвожђем докније преминуо 363. године.
Српска православна црква слави га 22. марта по црквеном, а 4. априла по грегоријанском календару.